# 1980-1981シーズンのNBA
1980-1981シーズンのNBAは、NBAの35回目のシーズンである。

## シーズン前

### ドラフト
ドラフトではジョー・バリー・キャロルがゴールデンステート・ウォリアーズから全体1位指名を受けた。ほか、ダレル・グリフィス、ケビン・マクヘイル、ケルビン・ランジー、マイク・グミンスキー、アンドリュー・トニー、マイケル・ブルックス、キキ・ヴァンダウェイ、マイク・ウッドソン、ウェス・マシューズ、ラリー・ドリュー、ビル・ハンズリック、ラリー・スミス、ジェフ・ルーランド、リック・マホーン、ジョワン・オールドハム、カート・ランビス、ロリー・スパロウらが指名を受けている。
オールスターにはJ・B・キャロル、K・マクヘイル、A・トニー、K・バンダウェイ、J・ルーランドの5人が選出されている。

### その他
- 新たにダラス・マーベリックス が加盟し、チーム数は23に増加した。これによりリーグの再編が行われ、ミルウォーキー・バックスとシカゴ・ブルズはイースタン・カンファレンスに、サンアントニオ・スパーズとヒューストン・ロケッツはウエスタン・カンファレンスに編入された。
- カンザスシティ・キングス所属でプロ2年目のオーティス・バードソングが、年100万ドルの巨額契約を結び、NBA史上初の100万ドルプレイヤーとなった。
- 35回目のシーズンを迎えたNBAは、それを記念して「NBA35周年オールタイムチーム」を発表した。

## シーズン

### オールスター
- 開催日：2月1日
- 開催地：オハイオ州クリーブランド
- オールスターゲーム　イースト 123－120 ウエスト
- MVP：ネイト・アーチボルド　（ボストン・セルティックス）

### イースタン・カンファレンス
| Team                     | W  | L  | PCT. | GB |
| ------------------------ | -- | -- | ---- | -- |
| ボストン・セルティックス | 62 | 20 | .756 | -  |
| フィラデルフィア・76ers  | 62 | 20 | .756 | -  |
| ニューヨーク・ニックス   | 50 | 32 | .610 | 12 |
| ワシントン・ブレッツ     | 39 | 43 | .476 | 23 |
| ニュージャージー・ネッツ | 24 | 58 | .293 | 38 |

| Team                           | W  | L  | PCT. | GB |
| ------------------------------ | -- | -- | ---- | -- |
| ミルウォーキー・バックス       | 60 | 22 | .732 | -  |
| シカゴ・ブルズ                 | 45 | 37 | .549 | 15 |
| インディアナ・ペイサーズ       | 44 | 38 | .537 | 16 |
| アトランタ・ホークス           | 31 | 51 | .378 | 29 |
| クリーブランド・キャバリアーズ | 28 | 54 | .341 | 32 |
| デトロイト・ピストンズ         | 21 | 61 | .256 | 39 |

### ウエスタン・カンファレンス
| Team                     | W  | L  | PCT. | GB |
| ------------------------ | -- | -- | ---- | -- |
| サンアントニオ・スパーズ | 52 | 30 | .634 | -  |
| ヒューストン・ロケッツ   | 40 | 42 | .488 | 12 |
| カンザスシティ・キングス | 40 | 42 | .488 | 12 |
| デンバー・ナゲッツ       | 37 | 45 | .451 | 15 |
| ユタ・ジャズ             | 28 | 54 | .341 | 24 |
| ダラス・マーベリックス   | 15 | 67 | .183 | 37 |

| Team                               | W  | L  | PCT. | GB |
| ---------------------------------- | -- | -- | ---- | -- |
| フェニックス・サンズ               | 57 | 25 | .695 | -  |
| ロサンゼルス・レイカーズ           | 54 | 28 | .659 | 3  |
| ポートランド・トレイルブレイザーズ | 45 | 37 | .549 | 12 |
| ゴールデンステート・ウォリアーズ   | 39 | 43 | .476 | 18 |
| サンディエゴ・クリッパーズ         | 36 | 46 | .439 | 21 |
| シアトル・スーパーソニックス       | 34 | 48 | .415 | 23 |

### スタッツリーダー
| 部門       | 選手                     | チーム                     | AVG  |
| ---------- | ------------------------ | -------------------------- | ---- |
| 得点       | エイドリアン・ダントリー | ユタ・ジャズ               | 30.7 |
| リバウンド | モーゼス・マローン       | ヒューストン・ロケッツ     | 14.8 |
| アシスト   | ケビン・ポーター         | ワシントン・ブレッツ       | 9.1  |
| スティール | マジック・ジョンソン     | ロサンゼルス・レイカーズ   | 3.4  |
| ブロック   | ジョージ・ジョンソン     | サンアントニオ・スパーズ   | 3.4  |
| FG%        | アーティス・ギルモア     | シカゴ・ブルズ             | 67.0 |
| FT%        | カルヴィン・マーフィー   | ヒューストン・ロケッツ     | 95.8 |
| 3FG%       | ブライアン・テイラー     | サンディエゴ・クリッパーズ | 38.3 |

### 各賞
- 最優秀選手: ジュリアス・アービング, フィラデルフィア・76ers
- ルーキー・オブ・ザ・イヤー：ダレル・グリフィス, ユタ・ジャズ
- 最優秀コーチ賞: ジャック・マキニー, インディアナ・ペイサーズ

- All-NBA First Team:
  - デニス・ジョンソン, フェニックス・サンズ
  - ジョージ・ガービン, サンアントニオ・スパーズ
  - ジュリアス・アービング, フィラデルフィア・76ers
  - ラリー・バード, ボストン・セルティックス
  - カリーム・アブドゥル＝ジャバー, ロサンゼルス・レイカーズ
- All-NBA Rookie Team:
  - ケルヴィン・ランゼイ, ポートランド・トレイルブレイザーズ
  - ダレル・グリフィス, ユタ・ジャズ
  - ラリー・スミス, ゴールデンステート・ウォリアーズ
  - ケビン・マクヘイル, ボストン・セルティックス
  - ジョー・バリー・キャロル, ゴールデンステート・ウォリアーズ
- NBA All-Defensive First Team:
  - ボビー・ジョーンズ, フィラデルフィア・76ers
  - コールドウェル・ジョーンズ, フィラデルフィア・76ers
  - カリーム・アブドゥル＝ジャバー, ロサンゼルス・レイカーズ
  - デニス・ジョンソン, フェニックス・サンズ
  - マイケル・レイ・リチャードソン, ニューヨーク・ニックス

### シーズン概要
- 前季ラリー・バードとマジック・ジョンソンの加入でリーグに旋風を巻き起こしたボストン・セルティックスとロサンゼルス・レイカーズは、セルティックスはさらに勝率を上げたものの、優勝チームのレイカーズはマジックが45試合を欠場したため、前季より勝率を落とした。前季ファイナルに進出したフィラデルフィア・76ersはセルティックスと並ぶリーグトップの勝率を収めた。
- 1970年代前半に2度の優勝を飾りつつもその後主力選手が次々と引退し、70年代後半は勝率5割を下回るシーズンが続いたニューヨーク・ニックスは、前季にアール・モンローが引退、ボブ・マカドゥーがチームを離れ、ビル・カートライト、レイ・ウィリアムス、マイケル・レイ・リチャードソンら若手選手がチームの主力を担うようになった。このシーズンには8年ぶりに50勝以上を達成するなど躍進を果たしたものの、翌シーズンにレイ・ウィリアムスがニックスを去るため、このユニットは僅か2シーズンで解散した。
- ドン・ネルソンHC率いるミルウォーキー・バックスはカリーム・アブドゥル＝ジャバー時代以来となる60勝を達成し、地区優勝を飾った。当時のバックスにはジャバーのようなスーパースターは存在しなかったものの、主力を担うマーカス・ジョンソン、ジュニア・ブリッジマン、ブライアン・ウィンターズ、シドニー・モンクリーフらはいずれもガード-フォワードの選手（ポイントフォワード）と機動力に重点を置いた陣容を揃え、それにベテランセンターのボブ・レイニアが加わり、リーグ有数の得点力を誇った。バックスのイースタン・カンファレンス編入・躍進により、80年代前半のイースタンはセルティックス、76ers、バックスの三強時代へと突入するが、バックスは常にセルティックスと76ersの後塵を拝し、プレーオフでは毎年のように両チームに敗れる。
- ジョージ・ガービン擁するサンアントニオ・スパーズは、このシーズンからヘッドコーチを務めるスタン・アルベック指揮の下、前季を大きく上回る52勝を記録して地区優勝を果たした。スパーズはこの年から3年連続で地区優勝を飾るが、プレーオフではレイカーズなどの壁を破ることは出来なかった。
- フェニックス・サンズは前季55勝という好成績を記録しながらもシーズン前に思い切ったチーム改革を行い、チームの英雄ポール・ウェストファルをシアトル・スーパーソニックスにトレードし、元ファイナルMVPのデニス・ジョンソンを獲得した。好ディフェンダーのジョンソン獲得によりディフェンスが改善されたサンズは、前季を上回る57勝を記録し、レイカーズを抑えて地区優勝を飾った。一方スーパーソニックスはウェストファルが46試合を欠場、ガス・ウィリアムズはシーズンを全休するなど散々なシーズンとなり、前季の56勝から34勝と急落、地区最下位にまで沈んだ。
- かつてチームのエースだったジェリー・スローンが指揮を採って2年目のシカゴ・ブルズは4シーズンぶりにプレーオフに進出するも、スローンはこのシーズン限りでコーチを退き、翌シーズンから再び低迷期に入る。ブルズが再びプレーオフ戦線に顔を出すには、運命の1984年を待たなければならない。
- インディアナ・ペイサーズはNBAに加盟して以来初のプレイオフ進出。
- 前季パシフィック・デビジョン覇者のアトランタ・ホークスはシーズン序盤から大きく負け越し、残り3試合を残してヒュービー・ブラウンがコーチを辞した。
- 70年代を代表する強豪チームだったワシントン・ブレッツは13シーズンぶりにプレーオフ進出を逃す。
- ヒューストン・ロケッツのカルヴィン・マーフィーが、フリースロー成功率でNBA史上最高率となる95.8%を記録。またリック・バリーの持つフリースロー連続60本成功記録を破る、連続78本を記録。

## プレーオフ・ファイナル
|  | 1回戦              | 1回戦                | 1回戦          |          |            | カンファレンス準決勝 | カンファレンス準決勝 | カンファレンス準決勝 |  |   | カンファレンス決勝 | カンファレンス決勝 | カンファレンス決勝 |   |  | ファイナル | ファイナル | ファイナル |
|  |                    |                      |                |          |            |                      |                      |                      |  |   |                    |                    |                    |   |  |            |            |            |
|  |                    |                      |                |          |            |                      |                      |                      |  |   |                    |                    |                    |   |  |            |            |            |
|  |                    | 1                    | サンズ         | 3        |            |                      |                      |                      |  |   |                    |                    |                    |   |  |            |            |            |
|  |                    |                      |                | 3        |            |                      |                      |                      |  |   |                    |                    |                    |   |  |            |            |            |
|  |                    |                      | 5              | キングス | 4          |                      |                      |                      |  |   |                    |                    |                    |   |  |            |            |            |
|  | 4                  | トレイルブレイザーズ | 5              | キングス | 4          | 1                    |                      |                      |  |   |                    |                    |                    |   |  |            |            |            |
|  | 4                  | トレイルブレイザーズ |                |          |            | 1                    |                      |                      |  |   |                    |                    |                    |   |  |            |            |            |
|  | 5                  | キングス             | 2              |          |            |                      |                      |                      |  |   |                    |                    |                    |   |  |            |            |            |
|  | 5                  | キングス             | 2              |          |            |                      |                      |                      |  | 5 | キングス           | 1                  |                    |   |  |            |            |            |
|  | Western Conference |                      |                |          |            |                      |                      |                      |  | 5 | キングス           | 1                  |                    |   |  |            |            |            |
|  |                    | 6                    | ロケッツ       | 4        |            |                      |                      |                      |  |   |                    |                    |                    |   |  |            |            |            |
|  | 3                  | 6                    | ロケッツ       | 4        | レイカーズ | 1                    |                      |                      |  |   |                    |                    |                    |   |  |            |            |            |
|  | 3                  |                      |                |          | レイカーズ | 1                    |                      |                      |  |   |                    |                    |                    |   |  |            |            |            |
|  | 6                  | ロケッツ             | 2              |          |            |                      |                      |                      |  |   |                    |                    |                    |   |  |            |            |            |
|  | 6                  | ロケッツ             | 2              |          | 6          | ロケッツ             | 4                    |                      |  |   |                    |                    |                    |   |  |            |            |            |
|  |                    |                      |                |          | 6          | ロケッツ             | 4                    |                      |  |   |                    |                    |                    |   |  |            |            |            |
|  |                    |                      | 2              | スパーズ | 3          |                      |                      |                      |  |   |                    |                    |                    |   |  |            |            |            |
|  |                    |                      | 2              | スパーズ | 3          |                      |                      |                      |  |   |                    |                    |                    |   |  |            |            |            |
|  |                    |                      |                |          |            |                      |                      |                      |  |   |                    |                    |                    |   |  |            |            |            |
|  |                    |                      |                |          |            |                      |                      |                      |  |   |                    |                    |                    |   |  |            |            |            |
|  |                    |                      |                |          |            |                      |                      |                      |  |   |                    | W6                 | ロケッツ           | 2 |  |            |            |            |
|  |                    |                      |                |          |            |                      |                      |                      |  |   |                    |                    |                    |   |  |            |            |            |
|  |                    | E1                   | セルティックス | 4        |            |                      |                      |                      |  |   |                    |                    |                    |   |  |            |            |            |
|  |                    | E1                   | セルティックス | 4        |            |                      |                      |                      |  |   |                    |                    |                    |   |  |            |            |            |
|  |                    |                      |                |          |            |                      |                      |                      |  |   |                    |                    |                    |   |  |            |            |            |
|  |                    |                      |                |          |            |                      |                      |                      |  |   |                    |                    |                    |   |  |            |            |            |
|  |                    | 1                    | セルティックス | 4        |            |                      |                      |                      |  |   |                    |                    |                    |   |  |            |            |            |
|  |                    |                      |                | 4        |            |                      |                      |                      |  |   |                    |                    |                    |   |  |            |            |            |
|  |                    |                      | 5              | ブルズ   | 0          |                      |                      |                      |  |   |                    |                    |                    |   |  |            |            |            |
|  | 4                  | ニックス             | 5              | ブルズ   | 0          | 0                    |                      |                      |  |   |                    |                    |                    |   |  |            |            |            |
|  | 4                  | ニックス             |                |          |            | 0                    |                      |                      |  |   |                    |                    |                    |   |  |            |            |            |
|  | 5                  | ブルズ               | 2              |          |            |                      |                      |                      |  |   |                    |                    |                    |   |  |            |            |            |
|  | 5                  | ブルズ               | 2              |          |            |                      |                      |                      |  | 1 | セルティックス     | 4                  |                    |   |  |            |            |            |
|  | Eastern Conference |                      |                |          |            |                      |                      |                      |  | 1 | セルティックス     | 4                  |                    |   |  |            |            |            |
|  |                    | 3                    | 76ers          | 3        |            |                      |                      |                      |  |   |                    |                    |                    |   |  |            |            |            |
|  | 3                  | 3                    | 76ers          | 3        | 76ers      | 2                    |                      |                      |  |   |                    |                    |                    |   |  |            |            |            |
|  | 3                  |                      |                |          | 76ers      | 2                    |                      |                      |  |   |                    |                    |                    |   |  |            |            |            |
|  | 6                  | ペイサーズ           | 0              |          |            |                      |                      |                      |  |   |                    |                    |                    |   |  |            |            |            |
|  | 6                  | ペイサーズ           | 0              |          | 3          | 76ers                | 4                    |                      |  |   |                    |                    |                    |   |  |            |            |            |
|  |                    |                      |                |          | 3          | 76ers                | 4                    |                      |  |   |                    |                    |                    |   |  |            |            |            |
|  |                    |                      | 2              | バックス | 3          |                      |                      |                      |  |   |                    |                    |                    |   |  |            |            |            |
|  |                    |                      | 2              | バックス | 3          |                      |                      |                      |  |   |                    |                    |                    |   |  |            |            |            |
|  |                    |                      |                |          |            |                      |                      |                      |  |   |                    |                    |                    |   |  |            |            |            |

### 名門復活
ボストン・セルティックスの人事権を握るレッド・アワーバックは非常に貪欲な人物だった。1978年にラリー・バード入団が決まると、同じ年に名ポイントガードのネイト・アーチボルトとピート・マラビッチを獲得。マラビッチは引退してしまうものの、アーチボルト、大型フォワードのセドリック・マックスウェル、セルティックスの70年代黄金期を支えたデイブ・コーウェンスにバードが加わった前季のセルティックスは60勝を記録し、一時の低迷期を脱して一気に優勝候補に躍り出た。
それでも満足しなかったアワーバックはより優勝を確実なものにするため、このシーズンの前に大胆なトレードを行った。アワーバックは過去にバード入団に備えて、もう一つ手を打っていた。1979年にセルティックスのシステムにはマッチしていなかったかつてのオールスター選手であるボブ・マカドゥーを使って、デトロイト・ピストンズから将来のドラフト指名権を獲得していたのである。この指名権が、1980年のNBAドラフトでは全体1位指名権に化けていた。セルティックスには是が非でも手に入れたい選手が居た。ミネソタ大学のケビン・マクヘイルである。セルティックスはドラフトで彼を指名するだけで簡単にマクヘイルを獲得できたが、滅多に手に入らない1位指名権をただ単純に行使するアワーバックではなかった。アワーバックはドラフト前に、1位指名権を13位指名権と合わせてゴールデンステート・ウォリアーズに譲渡してしまったのである。見返りに得たのがセンターのロバート・パリッシュとドラフト3位指名権だった。低迷が続き、再建に本腰を入れたいウォリアーズにとって、このトレードは決して悪いものではなかった。パリッシュの後釜として、この年のドラフトの目玉である216cmの大型センター、ジョー・バリー・キャロルを指名できるからである。そしてウォリアーズはドラフトでキャロルを1位指名。2位指名権を持つユタ・ジャズはダレル・グリフィスを指名した。そしてアワーバックは目論見通り、ウォリアーズから受け取った3位指名権でマクヘイルを指名。セルティックスとアワーバックは、まんまと一度にパリッシュとマクヘイルを手に入れてしまったのである。一連のアワーバックの動きは「最も不公平なトレード」の烙印を押されるが、1978年のバード指名に奇策に続くアワーバックの妙技により、ラリー・バード、ロバート・パリッシュ、ケビン・マクヘイルと、後に史上最高のフロントコートと呼ばれるビッグスリーの役者がここに揃った。
パリッシュはデイブ・コーウェンスにかわって先発センターとなり、マクヘイルはセドリック・マックスウェルのバックアップを務めた。ますます充実した顔ぶれとなったセルティックスは、前季を上回る62勝を記録。プレーオフではカンファレンス決勝でフィラデルフィア・76ersを第7戦の末に破って前季の雪辱を果たし、5年ぶりのファイナル進出を果たした。

#### 下位シードの意地
当時人々の期待はラリー・バード率いるボストン・セルティックスとマジック・ジョンソン率いるロサンゼルス・レイカーズによるファイナル決戦だったが、マジックの負傷により夢の対決はこの年も叶わなかった。そして西を勝ち上がってきたのは意外なチームだった。
ヒューストン・ロケッツは80年代を代表する名センターモーゼス・マローンにロケッツを長年に渡って支え続けたルディ・トムジャノビッチとカルヴィン・マーフィー、ポイントガードのマイク・ダンリービーらを擁していたものの、優勝争いからは程遠いチームで、このシーズンも40勝42敗と勝率5割には届かず、カンファレンス6位ギリギリで辛うじてプレーオフに進出した。カンザスシティ・キングスもシーズン前には100万ドル契約を結んだオーティス・バードソングが話題を集めていたものの、チームとしては下り坂でこのシーズンもロケッツと同じく40勝42敗。やはりギリギリでプレーオフに進出していた。レイカーズはマジックの不調が明らかで、このシーズンのウエスタン・カンファレンスのプレーオフはサンアントニオ・スパーズとフェニックス・サンズによって争われるはずだった。
ところがロケッツとキングスはプレーオフ1回戦で上位シードのレイカーズとポートランド・トレイルブレイザーズを破り、カンファレンス準決勝に勝ち進むと、ロケッツはスパーズを、キングスはカンファレンス勝率トップのサンズを、いずれも第7戦の末に破ってしまったのである。ロケッツにとっては初の、キングスにとっては27年ぶり（当時はデビジョン決勝）のカンファレンス決勝進出となった。カンファレンス決勝はロケッツが4勝1敗でシリーズを制し、最下位シードから勝ち上がったロケッツがチーム史上初のファイナル進出を決めた。ロケッツのレギュラーシーズン40勝42敗は、ファイナルに進出したチームの中では史上最低の勝率である。

#### ファイナル
ファイナルはシーズン勝率トップのチームと、プレーオフ進出チームの中では最下位の勝率だったチームの対決となった。ロケッツはセルティックスとの直接対決で12連敗中であり、セルティックスの優位は明らかだった。それでも自信満々のモーゼス・マローンはファイナル前に記者の前でセルティックスを散々にこき下ろした。マローンの発言は虚勢ではなく、第1戦はロケッツペースで進み、前半を57-51のロケッツリードで折り返した。このままマローンの挑発に屈してしまうかに見えたセルティックスを救ったのが、エースのラリー・バードだった。第4Q終盤、バードは自身が放ったシュートを外れると読んですぐにゴール下のベースライン右側に駆け寄り、リムに弾かれたボールを空中で受け取ってそのままシュートを決めるという、後に有名になるプレイを見せる。バードのプレイに刺激されたセルティックスは逆転を果たし、98-95で第1戦を勝利した。
しかし第2戦はモーゼス・マローンがゴール下を支配し、92-90でロケッツが敵地で貴重な1勝をあげた。ヒューストンに戦いの場を移した第3戦では、セドリック・マックスウェルの活躍で94-71とセルティックスが圧勝した。この日8得点と不調だったバードは、フラストレーションからロケッツのロバート・リードと小競り合いを起こしている。第4戦は再びマローンがゴール下で存在感を発揮。バードはリードの執拗なディフェンスの前にまたもや8点に抑えられて91-86でロケッツが勝利し、シリーズを2勝2敗のタイに戻した。
そして第4戦の後、マローンはまたもや記者の前で大胆発言をした。曰く、「セルティック相手なら自分の故郷（ピッツバーグ）のストリートバスケをやっている連中でも勝てる」。この発言が、セルティックスの逆鱗に触れた。
第5戦をセルティックスは109-80で圧勝。第6戦では第2戦から不調続きだったラリー・バードも復活。前半を6点リードで折り返すと、試合終盤にロケッツが猛烈な追い上げを見せた時にはバードがシリーズ唯一のスリーポイントシュートを決めて駄目押しし、102-91でセルティックスが勝利。5年ぶり14回目の優勝を決めた。
ファイナルMVPにはセドリック・マックスウェルが選ばれた。恒例のビール掛けに沸くロッカールームで、バードはレッド・アワーバックの持ち物から失敬した葉巻を吹かし、初めての優勝を祝った。
ロサンゼルス・レイカーズに遅れること1年、名門復活を果たしたボストン・セルティックスは、リーグ史を代表する名チームとしての第一歩を踏み出した。一方奇跡のファイナル進出を果たしたヒューストン・ロケッツは、しかし強豪の仲間入りを果たしたわけではなく、翌シーズンも平凡な成績が続き、やがてモーゼス・マローンもチームを離れてしまう。ロケッツが再び優勝戦線に顔を出すには、運命の1984年を待たなければならない。
ラリー・バードとマジック・ジョンソンの活躍で俄かに人気が高まるNBAだが、テレビ中継は未だに冷遇されており、ファイナルですら深夜帯に放送されていた。そしてこの年のファイナルの平均視聴率は、過去最低となる6.7%を記録した。この記録は2003年のファイナルで更新される。

#### 結果
ボストン・セルティックス 4-2 ヒューストン・ロケッツ　　ファイナルMVP：セドリック・マックスウェル
|       | 日付    | ホーム         | ホーム         | 結果   |
| ----- | ------- | -------------- | -------------- | ------ |
| 第1戦 | 5月5日  | セルティックス | ロケッツ       | 98-95  |
| 第2戦 | 5月7日  | セルティックス | ロケッツ       | 90-92  |
| 第3戦 | 5月9日  | ロケッツ       | セルティックス | 71-94  |
| 第4戦 | 5月10日 | ロケッツ       | セルティックス | 91-86  |
| 第5戦 | 5月12日 | セルティックス | ロケッツ       | 109-80 |
| 第6戦 | 5月14日 | ロケッツ       | セルティックス | 91-102 |

## ラストシーズン
- ウェス・アンセルド　（1968-81）　ボルチモア時代からのワシントン・ブレッツ一筋でプレイし、引退後もブレッツのヘッドコーチ、ジェネラル・マネージャーを歴任。選手としては数々の栄誉に輝いたが、フロント職ではチームを1度しかプレイオフに導けなかった。NBAを離れてからは私立学校を経営する教育者となっている。
- ジョ・ジョ・ホワイト　（1969-81）　ボストン・セルティックスが復活したこの年、カンザスシティ・キングスで引退を迎える。引退後はセルティックスの役職に就き、また映画にも出演している。
- ルディ・トムジャノビッチ　（1970-81）　優勝は果たせなかったが初めてファイナルの舞台を経験したこの年に引退を決意。引退後コーチ職に転向し、1990年代に黄金期を迎える古巣ヒューストン・ロケッツで長年采配を振った。
- オースチン・カー　（1971-81）　引退後は長年過ごしたクリーブランド・キャバリアーズのテレビ解説者を務めた。
- フィル・シェニエ　（1971-81）　共にワシントン・ブレッツの黄金期を作り上げウェス・アンセルドと同じ年に引退した。ラストシーズンはゴールデンステート・ウォリアーズでプレイした。
- シドニー・ウィックス　（1971-81）　ポートランド・トレイルブレイザーズ最初期のエース。
- ダグ・コリンズ　（1973-81）　フィラデルフィア・76ers復興の立役者の一人。キャリア晩年は故障に苦しみ、優勝まであと一歩だったにも関わらず、29歳の若さで引退した。引退後はコーチ職に転向し、マイケル・ジョーダンと共にシカゴ・ブルズの勃興に貢献するが、やはり優勝まであと一歩のところでコーチ職を解かれた。
- ジョン・ウィリアムソン　（1973-81）　ABA出身。高い得点能力を持っていたが、ABA消滅後はジャーニーマンとなり、5シーズンの間に4チームを渡り歩いた。